# ۱۸۹۵ (فیلم)
«۱۸۹۵» (چینی: ۱۸۹۵乙未) یک فیلم از سینمای تایوان به زبان هاکا است. ماجرای این فیلم بر پایه تهاجم ژاپن به تایوان در ۱۸۹۵ میلادی شکل گرفته است. فیلم با بودجهٔ محدود ۶۰ ۰۰۰ ۰۰۰ دلار جدید تایوان (تقریباً معادل ۲ ۰۰۰ ۰۰۰ دلار آمریکا) ساخته شد. فیلم در ۷ نوامبر ۲۰۰۸ منتشر شد و عنوان پرفروش‌ترین فیلم تایوانی در همان سال را به خود اختصاص داد.
از فیلم با جایزهٔ بهترین درام توسط جوایز تلویزیون آسیایی در ۲۰۰۹ میلادی قدردانی شد.